# クロンシュタット

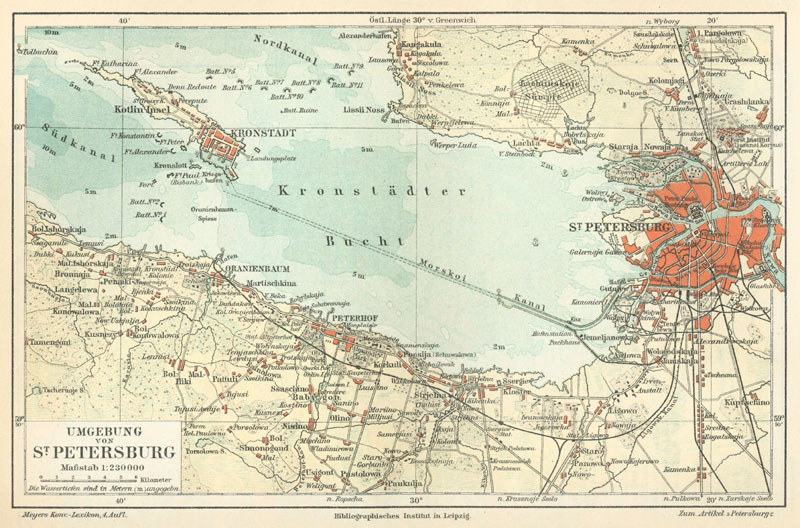
1888年の地図（湾内の島がクロンシュタット）

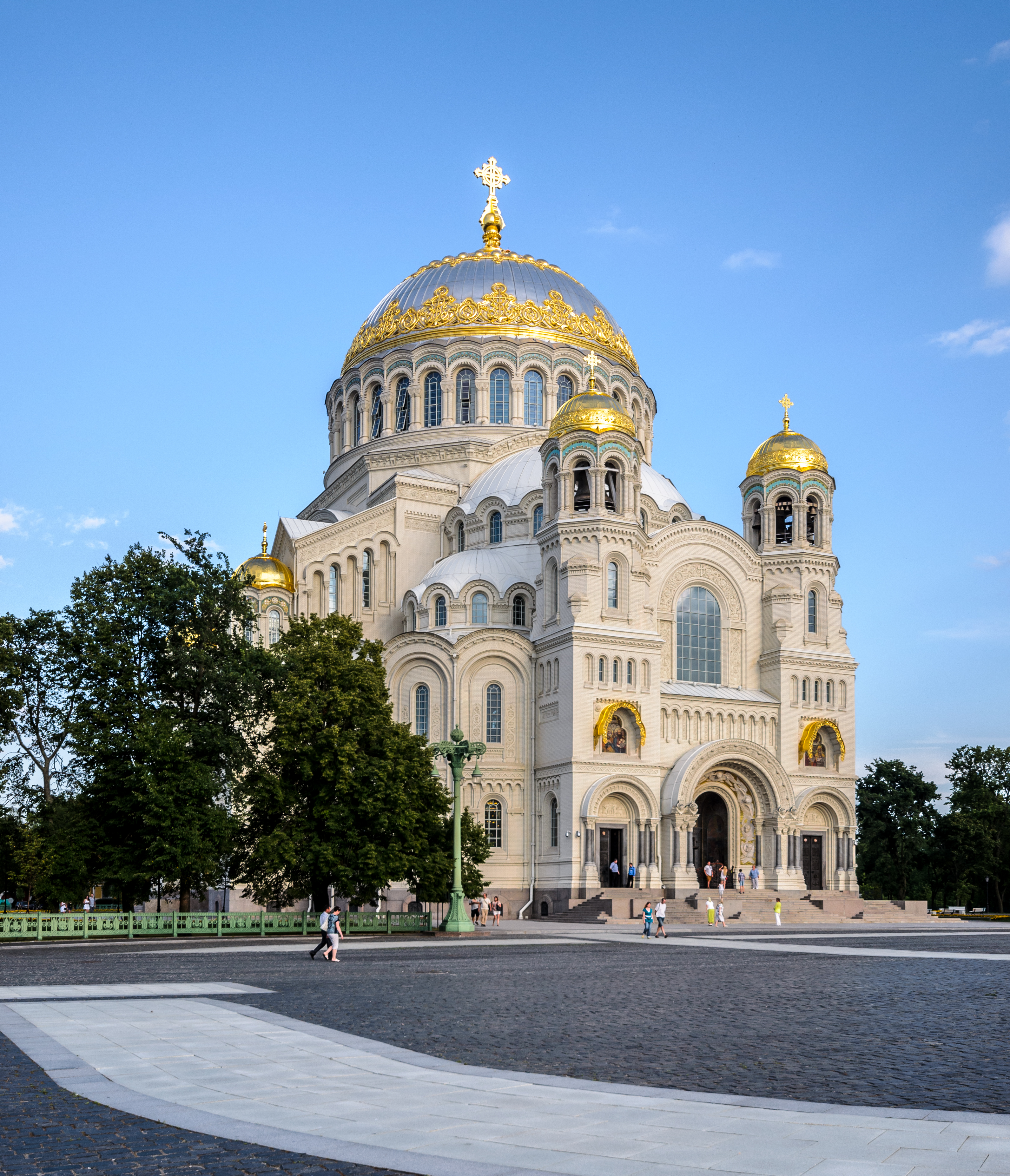
海の大聖堂,高さは約70m,1903–1913の建築

クロンシュタット（Кроншта́дт, Kronstadt）はサンクトペテルブルク中心から北西に約32km、フィンランド湾に浮かぶコトリン島に位置する都市。バルチック艦隊の軍港がある。
行政的には、島全体でサンクトペテルブルク市クロンシュタット区 (Кронштадтского района) をなす。区の人口は4万2999人（2021年）。
1921年のクロンシュタットの反乱のほか、聖人クロンシュタットのイオアンで知られる。

## 歴史

### ロシア帝国時代
大北方戦争のさなか、1703年、ロシア帝国軍はスウェーデン領であったコトリン島を占領。ピョートル大帝によって首都ペテルブルク防衛のための要塞が築かれ、1720年代にはバルチック艦隊の主力基地となった。
19世紀の半ばに、エドゥアルド・トドレベンによって大きく改築され、町は城壁で囲まれた。

### クロンシュタットの反乱
20世紀初頭には革命運動が昂揚し、1905年の革命では、帝室に対する水兵たちの大きな反乱が起こった。
1921年3月7日、クロンシュタットの水兵たちが独裁化しつつあったボリシェヴィキ政権に対して、「全ての権力をソヴィエトヘ!」というスローガンの下、自由選挙の保障、言論・出版の自由、政治犯の釈放、個人の財産の所有権などを要求して蜂起した。当時、ロシア共産党政治局員の一人でペトログラード・ソヴィエト議長だったジノヴィエフは、ただちにクロンシュタットに軍を送り、トゥハチェフスキーの指揮の下でこの蜂起を鎮圧した。これは、ボリシェヴィキ政権のソビエト国内で、最後にして最大規模の反政府反乱であった。
（「クロンシュタット蜂起」鎮圧の指揮を執ったのはトロツキーとする俗説があるが誤り。当時トロツキーは南部戦線で指揮を執っていた。しかし、トロツキーは後年、スターリンによる追放後も「クロンシュタット蜂起はなんらの展望も持たない反革命蜂起であった。私はソヴィエト政府による鎮圧を擁護するし、その意味においてこの鎮圧の全責任を負う」と述べている。）